# هوراس كليفلاند
هوراس كليفلاند (بالإنجليزية: Horace Cleveland)‏ هو مهندس المناظر الطبيعية أمريكي، ولد في 16 ديسمبر 1814، وتوفي في 5 ديسمبر 1900 في شيكاغو في الولايات المتحدة.

## وصلات خارجية
- هوراس كليفلاند على موقع الموسوعة البريطانية (الإنجليزية)